# Low Insertion Force

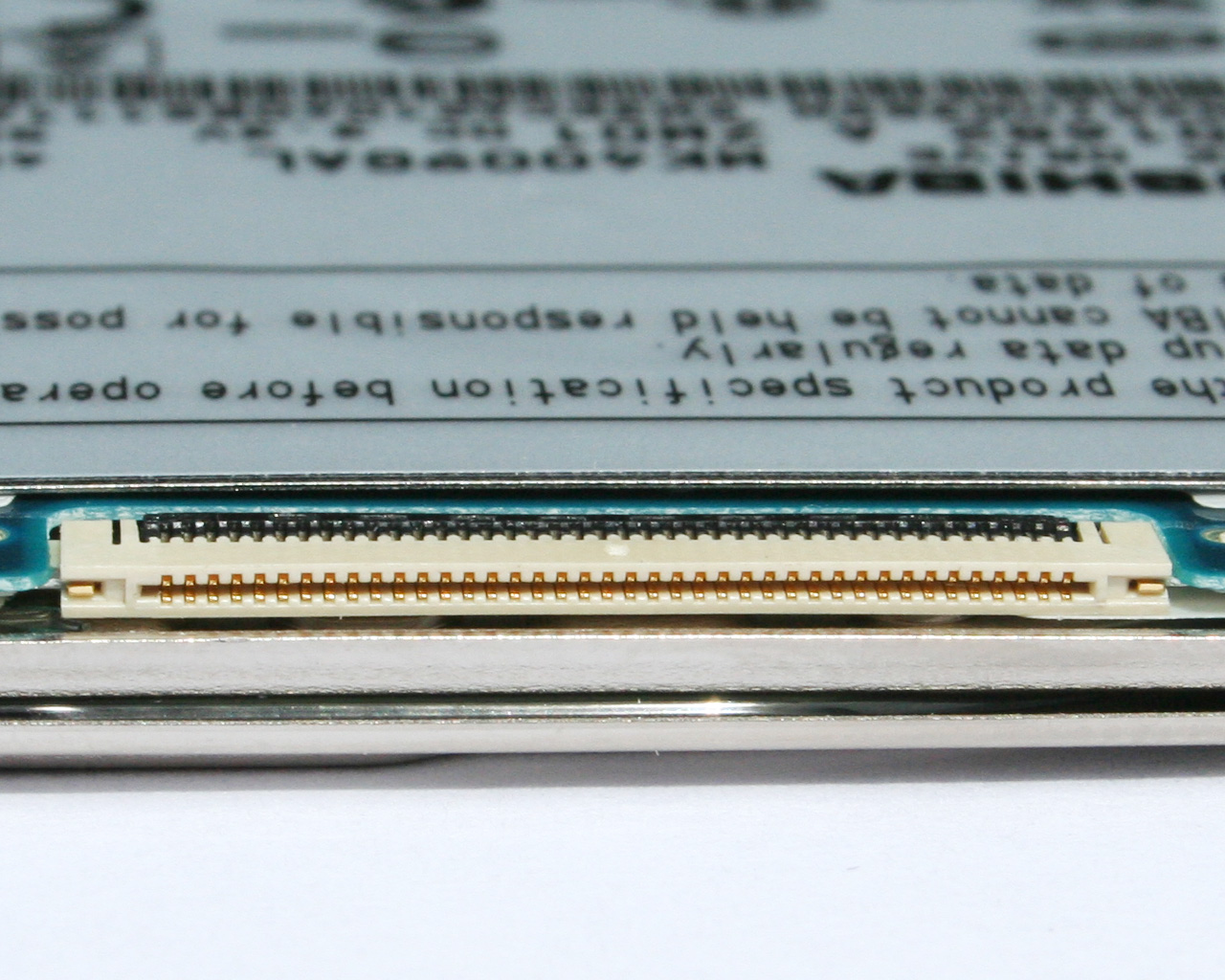
LIF-Anschluss einer 1,8″-Festplatte

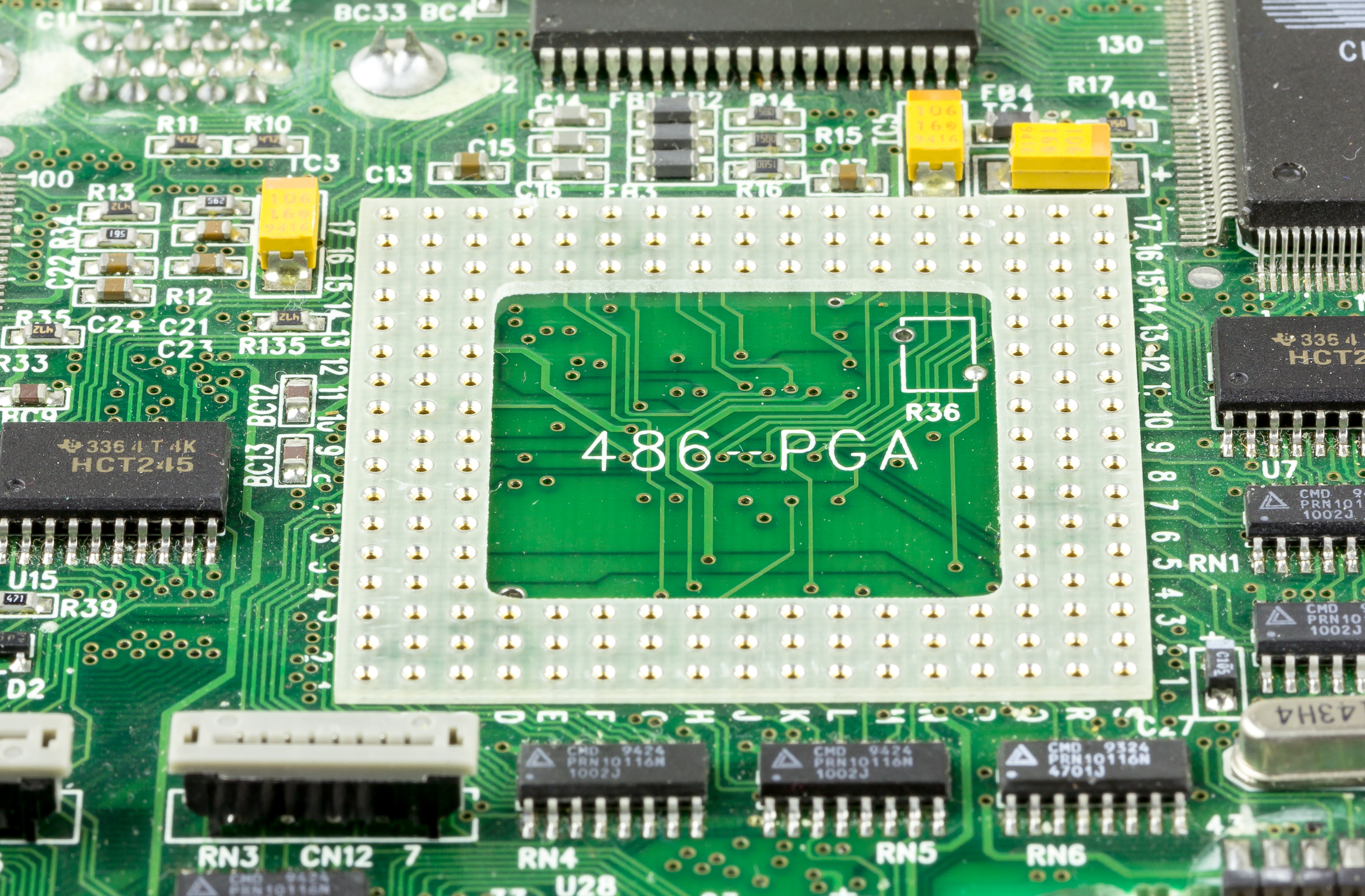
Low Insertion Force Sockel 486

Low Insertion Force (LIF) ist der Name eines Fassungstyps für elektronische Bauteile.
Ursprünglich wurden die LIF-Fassungen als preiswerte Alternative zu Nullkraftsockeln für einfache Programmier- und Testgeräte entwickelt. Gegenüber den normalen IC-Fassungen haben sie eine geringere Federkraft in den Kontakten, was das Einsetzen und Entfernen eines Bauteils mit weniger Kraftaufwand ermöglicht. Gleichzeitig wird die aufwändige Mechanik zum Öffnen und Schließen der Kontaktfedern eingespart.
Nachteilig ist jedoch, dass durch die geringere Kontaktkraft auch ein schlechterer Kontakt zustande kommt und Oxidbildung zwischen Kontakt und Anschlussbein möglich ist.
Mit dem Aufkommen häufiger Prozessorwechsel in PCs entstand ein Bedarf an einem geeigneten Sockelsystem. Hierzu wurde von Intel das LIF-Sockel-System eingeführt, bei dem der Prozessor nur auf den Sockel gesteckt wird, ohne ihn mit einem Hebel zu fixieren. Dieser Fassungstyp ohne Hebel wurde für einige 386er und frühe 486er-Typen verwendet.
Inzwischen wurde das System durch Zero-Insertion-Force-Systeme ersetzt.
LIF-Fassungen finden auch bei Festplatten im 1,8″-Format wieder Verwendung.
Ein Beispiel ist die Samsung Serie SpintPoint N1. Samsung bezeichnet den Anschlusstyp als „Ultra Mobile PATA“.
Als Solid-State-Drive (SSD) gibt es unter anderem Modelle von (Stand: 2013-02):
- Mach Xtreme Technology „MXSSD1MNANOZ-60G“, „MXSSD1MNANOZ-120G“, „MXSSD1MNANOZ-240G“
- Supertalent „FZM32GF18H“
- Origin Storage „NB-64SSD-1.8-PATA“